# Campionato cileno di pallavolo maschile
Il campionato cileno di pallavolo maschile è un torneo per club del Cile ed è posto sotto l'egida della Federazione pallavolistica del Cile.
La massima serie del campionato è denominata Liga Nacional e la prima edizione è stata giocata nell'annata 2003-04. Tra i club più rappresentativi il Club Deportivo Universidad Católica, il Viña del Mar Volley e il Club Deportivo Linares

## Albo d'oro della Liga Nacional
| Anno             | Podio                | Podio                  | Podio |
| Campione         | Seconda              | Terza                  |       |
| ---------------- | -------------------- | ---------------------- | ----- |
| 2003-04 Dettagli | Universidad Católica | Municipal Ñuñoa        | -     |
| 2004-05 Dettagli | Viña del Mar Volley  | Providencia            | -     |
| 2005-06 Dettagli | Viña del Mar Volley  | Universidad Concepción | -     |
| 2006-07 Dettagli | Viña del Mar Volley  | Universidad Concepción | -     |
| 2007-08 Dettagli | Linares              | Universidad Católica   | -     |
| 2008-09 Dettagli | Linares              | Club Vitavoley         | -     |
| 2009-10 Dettagli | Universidad Católica | Universidad Santiago   | -     |
| 2010-11 Dettagli | Linares              | -                      | -     |
| 2011-12 Dettagli | Universidad Católica | -                      | -     |